# Rayerschied

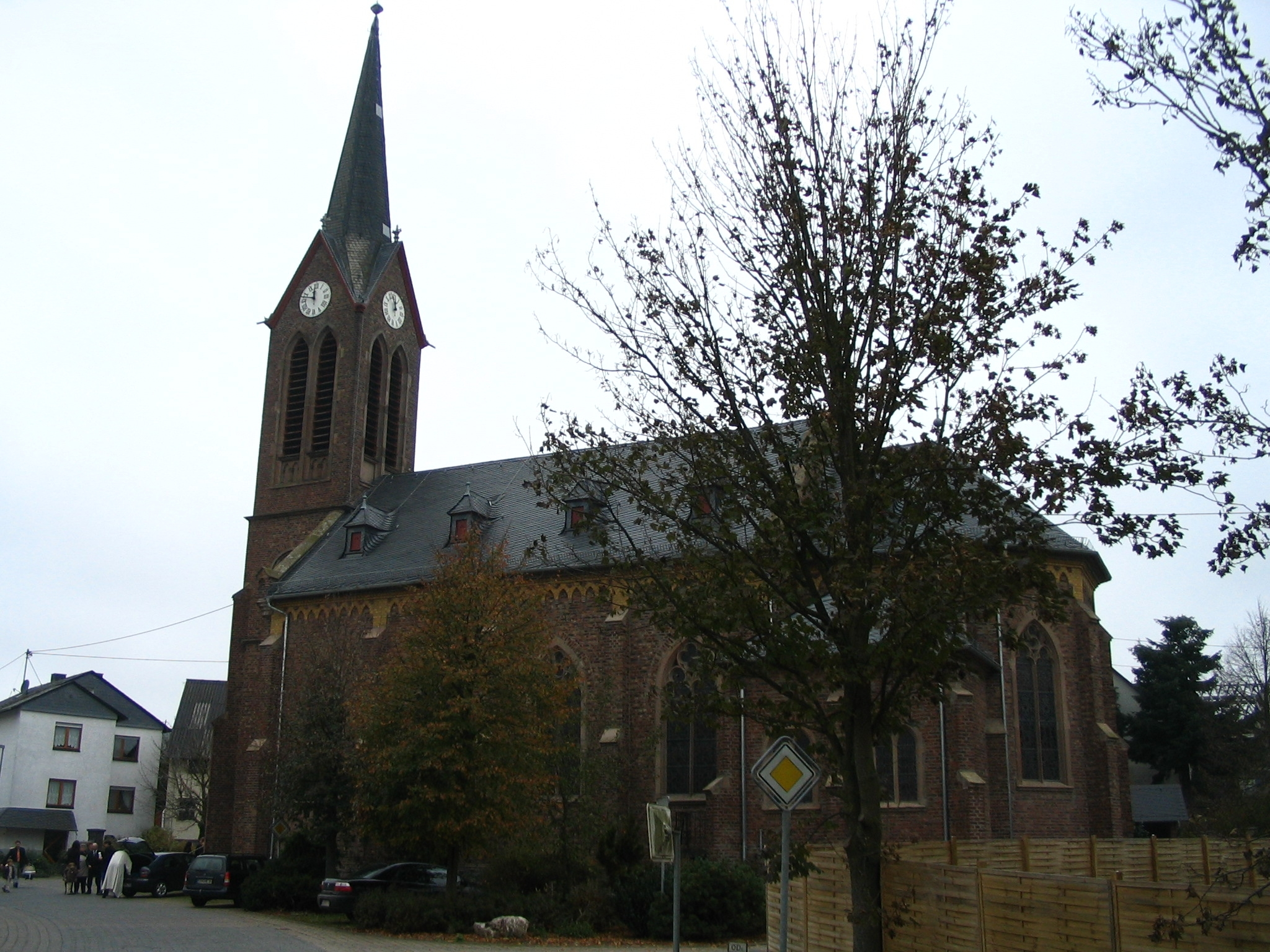
Katholische Kirche im Dorfzentrum

Rayerschied ist eine Ortsgemeinde im Rhein-Hunsrück-Kreis in Rheinland-Pfalz. Sie gehört der Verbandsgemeinde Simmern-Rheinböllen an.

## Geographie
Die ländliche Wohngemeinde Rayerschied liegt im Hunsrück zwischen Pleizenhausen und Benzweiler, sieben Kilometer von Simmern entfernt.
Zu Rayerschied gehören auch die Wohnplätze Berghof und Wagnersmühle.

## Geschichte
In einer Stiftungsurkunde der Kirche in Mörschbach aus dem Jahre 1006 wird Heriradessneida (althochdeutsch für: Waldgrenze des Herirad) erwähnt. Dieser Ort wird von manchen Historikern mit Rayerschied identifiziert. Andere Historiker sehen in dieser Bezeichnung eine reine Waldgrenze und keinen Hinweis auf eine Siedlung. In der in Bezug auf Rayerschied oftmals genannten Schenkungsurkunde des Heinrichs von Dycke an das Kloster Kumbd aus dem Jahre 1204 wird der Ort nicht explizit erwähnt. Im Jahre 1420 erwarb Pfalzgraf Stefan das Gebiet um Rayerschied von Bertram von Vilvil, der den Besitz durch seine Frau Else von Reiffenberg erhalten hatte, sowie von Eberhard von Schonenberg. Rayerschied wird in den zugehörigen Urkunden Reussraid bzw. Reuspraid genannt. Der Ort kam damit zum neu gegründeten Fürstentum Pfalz-Simmern-Zweibrücken, später Pfalz-Simmern. Im Jahre 1523 wurden die Gerichtstage des Kumbder Gerichts, also des Gerichtsbezirks der um das Kloster Kumbd liegenden Gebiete, die bisher zu Kumbd unter der Linde abgehalten wurden, nach Rayerschied verlegt. In der Grenzbeschreibung des Kumbder Gerichts vom Jahre 1560 wird die Gemeinde als Rairschiedt erwähnt.
In Rayerschied scheint im 16. Jahrhundert die Hexenverfolgung in nicht unerheblichem Maße geherrscht zu haben. Dies belegen zwei Urteile um 1530: Deckers Leyse aus Rayerschied wird als Zauberin am Galgen zu Simmern verbrannt und Vincents Alsa aus Rayerschied wird, nachdem sie als Hexe zum Tod auf dem Scheiterhaufen verurteilt worden war, von einem Mann mit 50 Talern freigekauft.
1673 kam Rayerschied nach dem Tod des Pfalzgrafen Ludwig Heinrich zur Kurpfalz. Mit der Besetzung des linken Rheinufers 1794 durch französische Revolutionstruppen wurde der Ort französisch, 1815 wurde er auf dem Wiener Kongress dem Königreich Preußen zugeordnet. Nach dem Ersten Weltkrieg zeitweise wieder französisch besetzt, wurde der Ort seit 1946 Teil des neu gebildeten Landes Rheinland-Pfalz.

## Politik

### Bürgermeister
Frank Dreher wurde im Juni 2024 zum Ortsbürgermeister von Rayerschied gewählt.
Sein Vorgänger war José Miguel Nieves Päschkes. Bei der Kommunalwahl am 26. Mai 2019 war kein Kandidat angetreten, er wurde am 18. Juli 2019 durch den Gemeinderat gewählt und wurde damit Nachfolger von Hans Werner Aßmann-Huppert, der nach 25 Jahren im Amt nicht erneut angetreten war.

## Sehenswürdigkeiten
- mehrere Grabhügel[14]
- Katholische Kirche, 1896 bis 1902 im neugotischen Stil erbaut[15]

Siehe auch: Liste der Kulturdenkmäler in Rayerschied